# Polyplectropus nangajna
Polyplectropus nangajna är en nattsländeart som beskrevs av Malicky och Chantaramongkol 1993. Polyplectropus nangajna ingår i släktet Polyplectropus och familjen fångstnätnattsländor. Inga underarter finns listade i Catalogue of Life.